# فابیو آونی
فابیو آونی (انگلیسی: Fabio Aveni؛ زادهٔ ۵ سپتامبر ۱۹۹۴) بازیکن فوتبال اهل ایتالیا است.
از باشگاه‌هایی که در آن بازی کرده‌است می‌توان به باشگاه فوتبال کاتانیا اشاره کرد.